# Watermark (album)
Watermark is een album van Enya uit 1988. Het album bevat Enya's grootste hit, Orinoco Flow, die drie weken bovenaan de Nederlandse Top 40 heeft gestaan. Andere singles van het album zijn Evening Falls... en Exile maar die hebben de Top 40 niet weten te bereiken. Storms in Africa, Pt. 2 staat niet op alle versies van het album.

## Nummers
1. Watermark – 2:24
2. Cursum Perficio – 4:06
3. On your shore – 3:59
4. Storms in Africa – 4:03
5. Exile – 4:20
6. Miss Clare remembers – 1:59
7. Orinoco Flow – 4:25
8. Evening falls... – 3:46
9. River – 3:10
10. The longships – 3:36
11. Na laetha geal m'óige – 3:54
12. Storms in Africa, Pt. 2 – 3:01